# Jalisco Open 2011
Il Jalisco Open 2011 è stato un torneo professionistico di tennis maschile giocato sul cemento. È stata la 1ª edizione del torneo, che fa parte dell'ATP Challenger Tour nell'ambito dell'ATP Challenger Tour 2011. Si è giocato a Guadalajara in Messico dal 20 al 26 giugno 2011.

## Partecipanti

### Teste di serie
| Nazionalità | Giocatore        | Ranking* | Testa di serie |
| ----------- | ---------------- | -------- | -------------- |
| Brasile     | João Souza       | 129      | 1              |
| Cile        | Paul Capdeville  | 137      | 2              |
| Stati Uniti | Bobby Reynolds   | 140      | 3              |
| Colombia    | Carlos Salamanca | 191      | 4              |
| Canada      | Vasek Pospisil   | 212      | 5              |
| Israele     | Amir Weintraub   | 216      | 6              |
| Thailandia  | Danai Udomchoke  | 221      | 7              |
| Slovacchia  | Ivo Klec         | 240      | 8              |

- 1 Ranking al 13 giugno 2011.

### Altri partecipanti
Giocatori che hanno ricevuto una wild card:
- Miguel Gallardo-Vallés
- Luis Patiño
- Manuel Sánchez
- Júlio César Vázquez

Giocatori che sono passati dalle qualificazioni:
- Luis Díaz-Barriga
- Juan Sebastián Gómez
- Ruben Gonzales
- Miguel Ángel Reyes Varela
- Pierre-Ludovic Duclos (lucky loser)

## Campioni

### Singolare
Paul Capdeville ha battuto in finale  Pierre-Ludovic Duclos con il punteggio di 7–5, 6–1

### Doppio
Vasek Pospisil /  Bobby Reynolds hanno battuto in finale  Pierre-Ludovic Duclos /  Ivo Klec con il punteggio di 6–4, 6(6)–7, [10–6]